# قرار مجلس الأمن التابع للأمم المتحدة رقم 2110
قرار مجلس الأمن التابع للأمم المتحدة رقم 2110، المتخذ بالإجماع في 24 يوليو 2013، مدد المجلس بعثة الأمم المتحدة لمساعدة العراق حتى 31 يوليو 2014 كما هو منصوص عليه في العديد من القرارات السابقة القرار 1550 (2003)، القرار 1546 (2004)، القرار 1557 (2004)، القرار 1619 (2005)، القرار 1700 (2006)، القرار 1770 (2007)، القرار 1830 (2008)، القرار 1883 (2009)، القرار 1936 (2010)، القرار 2001 (2011)، القرار 2061 (2012) والقرار 2107 (2013). أشار المجلس إلى نيته مراجعة التفويض الأصلي، على النحو المنصوص عليه في القرار 2061 في غضون اثني عشر شهرًا.
كما يؤكد القرار على ضرورة استمرار الحكومة العراقية في توفير الدعم الأمني واللوجستي لموظفي الأمم المتحدة، معلنا أنه «ضروري» لبعثة الأمم المتحدة لمساعدة العراق.

## روابط خارجية
- نص القرار في undocs.org